# RFID
RFID (Radio-frequency identification) je tehnologija koja koristi radio frekvenciju kako bi se razmjenjivale informacije između prijenosnih uređaja/memorija i host računala. RFID sustav obično se sastoji od Taga/Labele/ koja sadrži podatke, antena koja komunicira s tagovima, i kontroler koji upravlja i nadzire komunikacijom između antene i pc računala.
Tagovi/Labele/PCB nalaze se na ambalaži ili na samom proizvodu i predstavljaju bazu podataka koja putuje zajedno s proizvodom.
RFID sistem sastoji se od 3 primarne komponente:
- Tagovi / Labele / Matične ploče
- Antene
- Kontrolori

## Tagovi/Labele/Matične ploče
RFID tag/labela/ sadrži zavojnicu, programirani silicijski čip i aktivni Read/Write sistem kao i bateriju, ako je riječ o aktivnom tagu.
Tagovi dolaze u različitim dimenzijama, oblicima, kapacitetom memorije, i različitom otpornošću na vanjske utjecaje.
Tagovi mogu biti toliko mali da ih je moguće ubrizgati pod kožu životinje, zaliveni u plastiku, a mogu biti izrađeni s ciljem da budu otporni na temperaturu, zaštiženi od mehaničkih oštećenja, kemikalija, tekućine ili prašine..
Iako su tagovi imuni na većinu vanjskih utjecaja, na njihovu sposobnost pisanja/čitanja može utjecati izloženost metalima ili elektromagnetskim smetnjama.
Tagovi se mogu napajati putem interne baterije (ovakvi tagovi često se nazivaju «Aktivni tagovi») ili putem indukcije («Pasivni tagovi»). Pasivni tagovi izrazito su zahvalni za održavanje i njihov vijek trajanja gotovo je beskonačan. Radni vijek aktivnih tagova ograničen je trajanjem baterije, iako neki tagovi imaju mogućnost zamjene baterija ili dolaze opremljeni s izrazito dugotrajnim kapacitetom baterije.
RFID se može naći i u obliku naljepnice. U tom slučaju RF zavojnica se nalazi na samom papiru/poliesteru (s donje strane) zajedno s memorijskim čipom. Iako su manje otporne na vremenske utjecaje nego li enkapsulirani tagovi, labele su cijenom povoljnije i omogućavaju značajne uštede u open-loop aplikacijama. U ovakvom slučaju labela je priljepljena za proizvod i prati ga u cijelom lancu opskrbe. Kada proizvod bude kupljen labela izlazi iz sustava u kojem se primjenjuje. Za razliku od labela postoje tagovi koji se više puta upotrebljavaju. Npr. praćenje paleta pri čemu tag ostaje u sustav neograničeno dugo. Niske cijene trebale bi činiti labele izrazito pogodnima za primjenu kod aplikacija velikog volumena.
Jeftini tagovi mogu biti izrađeni kao tiskane pločice u tehnici tankog filma, PCB
PCB (tiskane pločice) namijenjene su ugradnji u proizvode ili nosače/ambalažu. Iako su nepropusne i otporne na visoke temperature zahtijevaju neki oblik inkapsuliranja ili izolacije kako bi se zaštitile od atmosferskih utjecaja (kiša, vlaga i sl.)

Proizvodnja plastičnih paleta dobar je primjer uporabe RFID PCBova. Ugradnja PCB-a pretvara paletu u «pametnu paletu», a podaci se mogu čitati i upisivati u paletu tijekom cijelog proizvodnog procesa.

## Antene
Antena je uređaj koji koristi radio valove putem kojih se prenose podaci. Neki sustavi koriste odvojene antene i kontrolere, dok drugi sustavi integriraju antenu i kontroler u jedan sklop (čitač ili čitač/pisač). Antene dolaze u svim oblicima i veličinama, uključujući antene koje mogu stati u vrlo skučene prostore i veće antene koji omogućuju veću prostornu pokrivenost. Antene se mogu primjenjivati na način da tvore prolaz, tj. vrata kroz koja prolazi transport proizvoda, ili kao jednostavna “single” antena. Antene čitaju ili pišu na tagove, labele, PCB-ove u prolazu.

## Kontroleri
Kontroler upravlja komunikacijom između antene i računala, PLCa, Servera ili mrežnog modula. Host sistem povezuje se s kontrolerom putem paralelne, serijske ili bus komunikacije. RFID kontrolori mogu se programirati da obavljaju kontrolu izravno iz podataka u tag memoriji. Neki kontroleri čak imaju izravne I/O portove koje mogu biti aktivirane od kontrolera i na taj način smanjuju opterećenje host sustava.

## Zašto RFID?

### Read-Only
U svojem najjednostavnijem obliku (samo čitanje) RFID se koristi kao zamjena za bar-kod tehnologiju. Prednosti koji nudi je 100% točnost čitanja, sposobnost da izdrži različite vremenske uvjete te isključuje potrebu da proizvod bude u vidnom polju čitača.
Točnost čitanja često je odlučujući čimbenik za izbor RFID. U usporedbi s fiksno postavljenim bar-kod čitačima, u prvom prijelazu točnost čitanja iznosi od 95% do 98% što je odličan rezultat. Ovisno o vremenskim uvjetima i održavanju, učinkovitost bar-kod čitača često pada ispod 90%. U većini vremenskih uvjeta RFID može postići 99,5% do 100% pri prvom prolazu. Nadalje, važna činjenica je da nema pokretnih dijelova tako da je održavanje pojednostavljeno, a sam hardware je robusniji.
Zahtjevi u današnjoj industriji također favoriziraju RFID. U nekim slučajevima potrebno je sakupljati podatke u uvjetima kad je uređaj uronjen u tekućinu, kemikalije, prašinu ili pri visokim temperaturama.
Vrijednost RFID tehnologije dodatno se potvrđuje činjenicom da tagovi ne trebaju biti u vidnom polju čitača. Sposobnost da prodire u većinu ne-metalnih materijala omogućuje da RFID tagovi mogu biti ugrađeni u produkte, ambalažu i sl. Nadalje, spremnici i produkti mogu biti zapečačeni u ambalaži bez ikakvih posljedica za čitanje.
Velika prednost RFID tehnologije je da se u samo jednom čitanju, istovremeno, može pročitati više različitih tagova, čime se postižu značajne vremenske uštede.

### Read/Write
U naprednijem obliku (čitanje i pisanje) RFID može biti upotrebljen kako dinamički promjenjiv medij koji omogućuje korisnicima da prema potrebi sadržaj zapisa mjenjaju kada i koliko puto to žele.
Kao primjer možemo navesti proizvodnju motora u autoindustriji. Tag je pričvršćen na nosač motora, a sadrži informacije o tijeku proizvodnje i same instrukcije o gradnji. Kako se motor i nosač približavaju prvoj stanici, čitač prima informacije s taga kako bi dobio informaciju da li motor treba biti na određenoj stanici. Ako je informacija potvrdna, čitač čita instrukcije o gradnji koje se prosljeđuju lokalnom procesoru koji daje instrukcije robotiziranoj opremi koja izvršava konkretnu radnju. Nakon što su operacije završile na tag se zapisuju podaci o proizvodnji, kvaliteti itd. Ovo omogućuje korisnicima da nakon samog proizvodnog procesa vrše analizu proizvodnje, kvalitete itd.
U slučaju greške - potrebna proizvodna operacija nije izvršena u skladu sa standardima, pa se i to također zapisuje na tag.
Prije nego što motor dođe do sljedeće stanice u proizvodnom lancu skida se s linije te preusmjerava u radionicu u kojoj se podaci o greški čitaju s taga te se na taj način ubrzava i olakšava popravak motora.

### Read/Write(Disposable)
U još naprednijem stanju labele su pričvršćene proizvodima tijekom proizvodnje i koriste se u cijelom procesu opskrbe (od proizvodnje, preko prodaje do krajnjeg korisnika). RFID labele koriste se kako bi stvorili «pametan proizvod» koji može komunicirati sa svojom okolinom.
Korištenje RFID labela direktno na kućištu tv prijemnika najbolje ilustrira pojam «pametni proizvod». Tijekom proizvodnje RFID labele pričvršćene su u unutrašnjosti kućišta. Nakon proizvodnje proizvodi se otpremaju na skladište. Tamo se labele koriste kako bi se locirali određeni modeli proizvoda ili kako bi se otpremili u određeni dio skladišta. Nadalje, kako čitači/pisači imaju mogućnost čitanja više labela u istom polju na sve labele se može upisati ili pročitati informacija kako roba izlazi iz skladišta, neovisno da li su proizvodi smješteni na palete ili su pakirani odvojeni. Ovo omogućuje korisnicima da primjerice upisuju odredišne destinacije za proizvode i bilježe koja je roba otpremljena.
Nakon što proizvod dođe do maloprodajnog skladišta, «pametni proizvodi» čitaju se prilikom ulaska u zgradu što omogućuje da se roba automatski unosi u inventurnu listu i sl.
Nakon skladištenja «pametni proizvodi» dolaze na police prodavaonica, a labele se koriste kao zaštita od krađe ili za inventuru u realnom vremenu. Na kraju, prilikom prodaje u RFID labelu upisuju se podaci o kupcu i konfiguracija proizvoda. Ako kupac zbog kvara donese televizor u servis, svi podaci o proizvodu ispisuju se na monitoru prije nego što je kupac došao do šaltera što pridonosi kvaliteti usluge.
Ovaj primjer pokazuje kako pametni uređaji ne samo da štede novac već i dodaju novu vrijednost sustavu.

## RFID Performanse sustava
Performanse RFID sustava određeni su sljedećim kriterijima:
- Memorijskim kapacitetom tagova
- Brzinom prijenosa podataka
- Radni domet
- Mogućnost operacija s više tagova u polju
- Radne temperature
- RF frekvencija na relaciji Tag – Antena
- Mogućnosti povezivanja

### Memorijski kapacitet tagova
Osnovno pravilo kod svakog sistema koji se temelji na memoriji oduvijek je bilo da bez obzira kolika je količina memorije, ona je uvijek premala. Količina memorije dostupna na read-only tagovima je 20 bita. Aktivni read/write tagovi variraju od 64 byta do 32KB, što u prijevodu znači da se u ove tagove može spremiti nekoliko stranica teksta. Ovo je obično dovoljno za funkcioniranje sustava, a ostavlja prostora za unaprjeđenje i rast sustava u budućnosti. Količina memorije pasivnih read/write tagova kreće se u opsegu od 48byta do 736 byta.

### Brzina prijenosa podataka
Brzina je bitan čimbenik za većinu podatkovnih sustava. Kako se proizvodni ciklusi sve više smanjuju tako se i vrijeme za pristup ili promjenu podataka RFID sustava skraćuje:
Read only – brzina read-only RFID sustava određena je duljinom koda, brzinom protoka podataka s tagova, radni opseg i o tehnologiji modulacije koja se koristi za prijenos podataka. Brzina varira ovisno o pojedinom proizvodu i aplikaciji (npr. EMS read-only sustav prenosi podatke brzinom 8750 bita po sekundi)
Pasivni read/write – brzina pasivnih read/write RFID sustava temeljena je na jednakim kriterijima kao i kod read-only sustava osim što ovdje imamo dvosmjeran protok podataka, na tag i s taga. Brzina i ovdje ovisi o konkretnom proizvodu i aplikaciji (npr. EMS HMS sustav prenosi podatke brzinom od 1000 byta po sekundi)
Aktivni read/write – brzina aktivnih read/write sustava temelji se na istim kriterijima kao i kod pasivnih sustava.

### Radni domet/opseg
Read/write radni opseg kreće se i raspon od 2,5cm pa sve do 72,5cm, a domet se može i povećati korištenjem više frekvencije od 13,56 Mhz. Često se u RFID aplikacijama potreba za velikim read/write opsegom postiže izborom primjerene antene. 

### Mogućnost operacija s više tagova u polju
Ovisno o konfiguraciji tagova i antene, čitanje i zapisivanje na više tagova u polju moguće je s FastTrack linijom proizvoda. FastTrack Tunnel antena posebno je dizajnirana da čita više tagova istovremeno. U aplikaciji za poštanske urede, FastTrack labele stavljaju se u kuverte koje se zatim stavljaju u tagovima oblježene vreće. Kako vreće prolaze kroz Tunnel antenu podaci se istovremeno upisuju i čitaju sa svih tagova.

### Radna temperatura
Pasivni Read/only ES-Series tagovi dizajnirani su da izdrže temperature od –40°C do 240°C. Patentirana tehnologija izrade FastTrack LRP250HT-FLX tagova čini ove fleksibilne labele najboljim rješenjem za bilo koju temperaturu.

### RF frekevencija na relaciji Tag – Antena
Iznimno važan čimbenik u izboru RFID sustava je frekvencijski opseg kojim se prenose informacije između taga i antene. FCC ograničava radni opseg ili na izrazito niske frekvencije (50-500khz), srednje frekevencije (13,56Mhz) ili na mikrovalove (0.9-2.5Ghz). Sustavi koji rade na mikrovalovima imaju veliki radni opseg, no pate od fenomena «Standing wave nulls». «Standing wave nulls» su mrtva područja unutar radnog opsega unutar kojeg se ne može pristupati tagu. Sustavi koji rade na niskoj frekvenciji ne pate od ovog nedostatka. Nadalje, na ove sustave vlaga nema utjecaja. Visoka tolerancija na različite radne uvjete čini niske i srednje frekvencije optimalnim izborom za većinu aplikacija.